# Hannelore Weygand
Hannelore Weygand (n. 30 octombrie 1924, Düsseldorf, Germania – d. 18 decembrie 2017, Düsseldorf, Germania) a fost o sportivă ce a reprezentat Germania, medaliată olimpică. A participat la o ediție a Jocurilor Olimpice (1956) în care a câștigat o medalie de argint.